# Merothripidae
Merothripidae (лат.) — семейство трипсов. Обитают в мёртвых ветвях или в листве, где они, по-видимому, питаются гифами грибов. Большинство взрослых особей бескрылые. Имеют 8- или 9-члениковые усики. Самцы рода Merothrips имеют особую дорсальную площадку на голове с развитой железистой областью, у них увеличенные бёдра передних ног. Биология этих видов не исследована.

## Распространение
Род Erotidothrips распространён широко, но редок в Старом Свете, включая Австралию, а род Damerothrips известен только из Бразилии. Большинство видов рода Merothrips обнаружены в Америке, преимущественно в Неотропике, но вид M. floridensis распространился по всему свету, включая южную Европу и Австралию (Mound & O’Neill, 1974).

## Палеонтология
В ископаемом состоянии семейство известно с мелового периода. Обнаружено также в эоценовом балтийском янтаре.

## Систематика
3 рода и около 15 видов. Некоторые авторы (Bhatti, 2006) выделяют рода Damerothrips и Erotidothrips в отдельное семейство Erotidothripidae, дополнительно образуя для каждого из трёх наиболее отличимых вида Merothrips отдельные самостоятельные рода. Два семейства в такой системе составляют надсемейство Merothripoidea.
- Damerothrips Hood, 1954[7] — 1 вид, Бразилия
  - Damerothrips gemmatus Hood, 1954[8]
- Erotidothrips Priesner, 1939[9] — 1 вид, тропики[10]
  - Erotidothrips mirabilis Priesner, 1939[11]
- Merothrips Hood, 1912[12] (= Amerothrips Bhatti, 1989, Sakimurathrips Bhatti, 1989, Tardothrips Bhatti, 1989)[13] — 13 видов, главным образом, Южная Америка
  - Merothrips floridensis Watson, 1927[14] — представлен повсеместно, в том числе, и в южной Европе